# Jean Willes
Jean Willes, nata Jean Donahue (Los Angeles, 15 aprile 1923 – Van Nuys, 3 gennaio 1989), è stata un'attrice statunitense.
Ha recitato in 90 film dal 1942 al 1975 ed è apparsa in oltre cento produzioni televisive dal 1951 al 1976. È stata accreditata anche con i nomi Jean Donahue, Jean Wilkes e Jean Willis.

## Biografia
Nata a Los Angeles il 15 aprile 1923, Jean Willes è conosciuta per la sua partecipazione a diversi cortometraggi interpretati dal gruppo comico I tre marmittoni, popolare negli Stati Uniti fin dagli anni trenta. Apparsa in diverse produzioni hollywoodiane degli anni quaranta, in ruoli spesso non accreditati, la Willes iniziò a ottenere ruoli più consistenti verso la metà degli anni cinquanta, comparendo in film quali Marinai a terra (1953), Viaggio al pianeta Venere (1953), 5 contro il casinò (1955). Interpretò inoltre l'infermiera Sally Withers nel classico della fantascienza L'invasione degli ultracorpi (1956), e fu una delle "quattro regine" che ambiscono alle attenzioni di Clark Gable nel western Un re per quattro regine (1956).
La Willes lavorò moltissimo sul piccolo schermo, comparendo in numerose popolari serie televisive degli anni cinquanta, sessanta e settanta, come Crossroads, Richard Diamond, diversi episodi della sit-com The George Burns and Gracie Allen Show, Ai confini della realtà, Bonanza, I mostri, Perry Mason, L'ora di Hitchcock, Un equipaggio tutto matto, Kojak. Nel 1960 interpretò il ruolo della fuorilegge Belle Starr nell'episodio Full House della serie western Maverick, accanto a James Garner. Recitò inoltre in tre episodi della serie Ricercato vivo o morto, al fianco di Steve McQueen.
Morì a Van Nuys, in California, il 3 gennaio 1989 e fu seppellita al San Fernando Mission Cemetery di Mission Hills.

## Filmografia

### Cinema
- Beautiful Clothes, regia di Josef Berne (1942)
- Sorelle in armi (So Proudly We Hail!), regia di Mark Sandrich (1943)
- Here Come the Waves, regia di Mark Sandrich (1944)
- La corsa della morte (Salty O'Rourke), regia di Raoul Walsh (1945)
- Incontro nei cieli (You Came Along), regia di John Farrow (1945)
- Bionda incendiaria (Incendiary Blonde), regia di George Marshall (1945)
- Ain't Love Cuckoo?, regia di Jules White (1946)
- Monkey Businessmen, regia di Edward Bernds (1946)
- Sing While You Dance, regia di D. Ross Lederman (1946)
- Blondie Knows Best, regia di Abby Berlin (1946)
- Honeymoon Blues, regia di Edward Bernds (1946)
- Slappily Married, regia di Edward Bernds (1946)
- Cigarette Girl, regia di Gunther von Fritsch (1947)
- Scooper Dooper, regia di Edward Bernds (1947)
- Bride and Gloom, regia di Edward Bernds (1947)
- Giù sulla terra (Down to Earth), regia di Alexander Hall (1947)
- Hectic Honeymoon, regia di Edward Bernds (1947)
- Blondie in the Dough, regia di Abby Berlin (1947)
- La donna senza amore (The Mating of Millie), regia di Henry Levin (1948)
- The Winner's Circle, regia di Felix E. Feist (1948)
- Chinatown at Midnight, regia di Seymour Friedman (1949)
- Let Down Your Aerial, regia di Edward Bernds (1949)
- His Baiting Beauty, regia di Edward Bernds (1950)
- Hold That Monkey, regia di Jules White (1950)
- Lo scandalo della sua vita (A Woman of Distinction), regia di Edward Buzzell (1950)
- Marinated Mariner, regia di Jules White (1950)
- Kill the Umpire, regia di Lloyd Bacon (1950)
- David Harding, Counterspy, regia di Ray Nazarro (1950)
- House About It, regia di Jules White (1950)
- Ogni anno una ragazza (The Petty Girl), regia di Henry Levin (1950)
- A Slip and a Miss, regia di Hugh McCollum (1950)
- Accidenti che ragazza! (The Fuller Brush Girl), regia di Lloyd Bacon (1950)
- Foy Meets Girl, regia di Richard Quine (1950)
- I clienti di mia moglie (Emergency Wedding), regia di Edward Buzzell (1950)
- A Snitch in Time, regia di Edward Bernds (1950)
- Revenue Agent, regia di Lew Landers (1950)
- He Flew the Shrew, regia di Jules White (1951)
- Wine, Women and Bong, regia di Jules White (1951)
- Blonde Atom Bomb, regia di Jules White (1951)
- The Awful Sleuth, regia di Richard Quine (1951)
- Don't Throw That Knife, regia di Jules White (1951)
- Never Trust a Gambler, regia di Ralph Murphy (1951)
- The Family Secret, regia di Henry Levin (1951)
- Hula-La-La, regia di Hugh McCollum (1951)
- The Champs Step Out, regia di Edward Bernds (1951)
- A Fool and His Honey, regia di Jules White (1952)
- The First Time, regia di Frank Tashlin (1952)
- Rootin' Tootin' Tenderfeet, regia di Jules White (1952)
- Jim della giungla e gli uomini scimmia (Jungle Jim in the Forbidden Land), regia di Lew Landers (1952)
- Battaglia in Indocina (A Yank in Indo-China), regia di Wallace Grissell (1952)
- Gobs and Gals, regia di R.G. Springsteen (1952)
- Nessuno mi salverà (The Sniper), regia di Edward Dmytryk (1952)
- Il figlio di viso pallido (Son of Paleface), regia di Frank Tashlin (1952)
- Immersione rapida (Torpedo Alley), regia di Lew Landers (1952)
- Marinai a terra (All Ashore), regia di Richard Quine (1953)
- Viaggio al pianeta Venere (Abbott and Costello Go to Mars), regia di Charles Lamont (1953)
- Run for the Hills, regia di Lew Landers (1953)
- Da qui all'eternità (From Here to Eternity), regia di Fred Zinnemann (1953)
- Delitto alla televisione (The Glass Web), regia di Jack Arnold (1953)
- I giustizieri del Kansas (Masterson of Kansas), regia di William Castle (1954)
- Bowery to Bagdad, regia di Edward Bernds (1955)
- His Pest Friend, regia di Jules White (1955)
- Gypped in the Penthouse, regia di Jules White (1955)
- Nobody's Home, regia di Jules White (1955)
- 5 contro il casinò (5 Against the House), regia di Phil Karlson (1955)
- Bobby Ware Is Missing, regia di Thomas Carr (1955)
- He Took a Powder, regia di Jules White (1955)
- Conta fino a 3 e prega! (Count Three and Pray), regia di George Sherman (1955)
- Mia moglie è di leva (The Lieutenant Wore Skirts), regia di Frank Tashlin (1956)
- L'invasione degli ultracorpi (Invasion of the Body Snatchers), regia di Don Siegel (1956)
- Femmina ribelle (The Revolt of Mamie Stover), regia di Raoul Walsh (1956)
- Soli nell'infinito (Toward the Unknown), regia di Mervyn LeRoy (1956)
- Un re per quattro regine (The King and Four Queens), regia di Raoul Walsh (1956)
- Prigionieri dell'eternità (The Man Who Turned to Stone), regia di Laszlo Kardos (1957)
- Hell on Devil's Island, regia di Christian Nyby (1957)
- Accidenti che schianto (Hear Me Good), regia di Don McGuire (1957)
- The Tijuana Story, regia di Laszlo Kardos (1957)
- Desiderio sotto gli olmi (Desire Under the Elms), regia di Delbert Mann (1958)
- Tempi brutti per i sergenti (No Time for Sergeants), regia di Mervyn LeRoy (1958)
- Il re della prateria (These Thousand Hills), regia di Richard Fleischer (1959)
- Sono un agente FBI (The FBI Story), regia di Mervyn LeRoy (1959)
- Il figlio di Giuda (Elmer Gantry), regia di Richard Brooks (1960)
- Colpo grosso (Ocean's Eleven), regia di Lewis Milestone (1960)
- Il cielo è affollato (The Crowded Sky), regia di Joseph Pevney (1960)
- Ossessione amorosa (By Love Possessed), regia di John Sturges (1961)
- Gun Street, regia di Edward L. Cahn (1961)
- La donna che inventò lo strip-tease (Gypsy), regia di Mervyn LeRoy (1962)
- Marinai, topless e guai (McHale's Navy), regia di Edward Montagne (1964)
- Non stuzzicate i cowboys che dormono (The Cheyenne Social Club), regia di Gene Kelly (1970)
- Stringi i denti e vai! (Bite the Bullet), regia di Richard Brooks (1975)

### Televisione
- Front Page Detective – serie TV, un episodio (1951)
- Le inchieste di Boston Blackie (Boston Blackie) – serie TV, episodio 1x03 (1951)
- China Smith – serie TV, 2 episodi (1952)
- The Files of Jeffrey Jones – serie TV, 2 episodi (1952)
- Le avventure di Rex Rider (The Range Rider) – serie TV, un episodio (1953)
- I'm the Law – serie TV, un episodio (1953)
- The Ford Television Theatre – serie TV, un episodio (1953)
- Adventures of Superman – serie TV, un episodio (1953)
- Gianni e Pinotto (The Abbott and Costello Show) – serie TV, episodio 2x12 (1954)
- City Detective – serie TV, un episodio (1954)
- Mr. & Mrs. North – serie TV, un episodio (1954)
- Mickey Rooney Show (The Mickey Rooney Show) – serie TV, episodio 1x11 (1954)
- The Pepsi-Cola Playhouse – serie TV, un episodio (1954)
- Adventures of Falcon – serie TV, 3 episodi (1954-1955)
- The Lone Wolf – serie TV, un episodio (1955)
- Medic – serie TV, un episodio (1955)
- Stories of the Century – serie TV, un episodio (1955)
- The Man Behind the Badge – serie TV, un episodio (1955)
- Scienza e fantasia (Science Fiction Theatre) – serie TV, episodio 1x16 (1955)
- Tales of the Texas Rangers – serie TV, un episodio (1955)
- The Great Gildersleeve – serie TV, un episodio (1955)
- Four Star Playhouse – serie TV, 3 episodi (1953-1955)
- Crossroads – serie TV, episodi 1x10-1x24-2x12 (1956)
- It's a Great Life – serie TV, un episodio (1956)
- Chevron Hall of Stars – serie TV, un episodio (1956)
- Schlitz Playhouse of Stars – serie TV, un episodio (1956)
- Le leggendarie imprese di Wyatt Earp (The Life and Legend of Wyatt Earp) – serie TV, un episodio (1956)
- Screen Directors Playhouse – serie TV, episodio 1x24 (1956)
- Frontier – serie TV, un episodio (1956)
- The Adventures of Dr. Fu Manchu – serie TV, un episodio (1956)
- Crusader – serie TV, episodio 2x03 (1956)
- General Electric Theater – serie TV, 2 episodi (1954-1956)
- Crossroads – serie TV, 2 episodi (1956)
- Le avventure di Charlie Chan (The New Adventures of Charlie Chan) – serie TV, un episodio (1957)
- The George Burns and Gracie Allen Show – serie TV, 8 episodi (1954-1957)
- Meet McGraw – serie TV, 3 episodi (1957)
- The Gray Ghost – serie TV, episodi 1x00-1x06 (1957)
- Man Without a Gun – serie TV, un episodio (1957)
- Tales of Wells Fargo – serie TV, un episodio (1957)
- Goodyear Theatre – serie TV, episodio 1x06 (1957)
- I racconti del West (Zane Grey Theater) – serie TV, 3 episodi (1956-1957)
- Official Detective – serie TV, un episodio (1958)
- Avventure in elicottero (Whirlybirds) – serie TV, un episodio (1958)
- The Californians – serie TV, un episodio (1958)
- Richard Diamond (Richard Diamond, Private Detective) – serie TV, un episodio (1958)
- Colt .45 – serie TV, un episodio (1958)
- Trackdown – serie TV, un episodio (1958)
- Mike Hammer – serie TV, 2 episodi (1958)
- State Trooper – serie TV, 3 episodi (1957-1958)
- Decision – serie TV, un episodio (1958)
- Target – serie TV, episodio 1x24 (1958)
- Frontier Doctor – serie TV, un episodio (1958)
- The Lineup – serie TV, 4 episodi (1955-1958)
- Cimarron City – serie TV, un episodio (1958)
- The Grand Jury – serie TV, un episodio (1959)
- The Rough Riders – serie TV, episodio 1x16 (1959)
- The Texan – serie TV, un episodio (1959)
- Perry Mason – serie TV, 2 episodi (1957-1959)
- The George Burns Show – serie TV, un episodio (1959)
- Zorro – serie TV, 3 episodi (1959)
- The Bob Cummings Show – serie TV, 2 episodi (1959)
- Tombstone Territory – serie TV, 2 episodi (1958-1959)
- Yancy Derringer – serie TV, episodio 1x32 (1959)
- Border Patrol – serie TV, un episodio (1959)
- 21 Beacon Street – serie TV, un episodio (1959)
- Ricercato vivo o morto (Wanted: Dead or Alive) – serie TV, 4 episodi (1958-1959)
- Maverick – serie TV, 2 episodi (1958-1959)
- Not for Hire – serie TV, episodio 1x03 (1959)
- Wichita Town – serie TV, episodio 1x07 (1959)
- Bat Masterson – serie TV, 2 episodi (1958-1959)
- Johnny Midnight – serie TV, 2 episodi (1960)
- The Millionaire – serie TV, 2 episodi (1958-1960)
- June Allyson Show (The DuPont Show with June Allyson) – serie TV, episodio 1x23 (1960)
- The Deputy – serie TV, un episodio (1960)
- Il tenente Ballinger (M Squad) – serie TV, 2 episodi (1958-1960)
- The Slowest Gun in the West – film TV (1960)
- Lock-Up – serie TV, episodio 1x37 (1960)
- Carovane verso il west (Wagon Train) – serie TV, un episodio (1960)
- The Man from Blackhawk – serie TV, 2 episodi (1959-1960)
- The Westerner – serie TV, un episodio (1960)
- Hawaiian Eye – serie TV, episodio 2x14 (1960)
- Surfside 6 – serie TV, episodio 1x12 (1960)
- Coronado 9 – serie TV, un episodio (1961)
- Lawman – serie TV, 2 episodi (1958-1961)
- Peter Gunn – serie TV, episodio 3x28 (1961)
- Acapulco – serie TV, un episodio (1961)
- Ai confini della realtà (The Twilight Zone) – serie TV, un episodio (1961)
- Carovana (Stagecoach West) – serie TV, episodio 1x36 (1961)
- Bronco – serie TV, 2 episodi (1959-1962)
- Corruptors (Target: The Corruptors) – serie TV, episodio 1x17 (1962)
- The Jack Benny Program – serie TV, 3 episodi (1954-1962)
- Cheyenne – serie TV, un episodio (1962)
- Hazel – serie TV, un episodio (1963)
- Empire – serie TV, un episodio (1963)
- L'ora di Hitchcock (The Alfred Hitchcock Hour) – serie TV, un episodio (1963)
- La legge del Far West (Temple Houston) – serie TV, episodio 1x12 (1963)
- Indirizzo permanente (77 Sunset Strip) – serie TV, episodio 6x14 (1963)
- I mostri (The Munsters) – serie TV, un episodio (1964)
- Death Valley Days – serie TV, un episodio (1965)
- Un equipaggio tutto matto (McHale's Navy) – serie TV, 2 episodi (1963-1965)
- The Beverly Hillbillies – serie TV, 2 episodi (1964-1965)
- The Long, Hot Summer – serie TV, un episodio (1966)
- Il virginiano (The Virginian) – serie TV, episodio 4x30 (1966)
- Il ladro (T.H.E. Cat) – serie TV, un episodio (1966)
- Il grande teatro del west (The Guns of Will Sonnett) – serie TV, un episodio (1967)
- Bonanza – serie TV, 4 episodi (1959-1968)
- Here's Lucy – serie TV, un episodio (1970)
- Kojak – serie TV, un episodio (1975)
- Poliziotto di quartiere (The Blue Knight) – serie TV, un episodio (1976)

## Doppiatrici italiane
- Dhia Cristiani in L'invasione degli ultracorpi, Il figlio di Giuda
- Anna Miserocchi in Viaggio al pianeta Venere
- Wanda Tettoni in Da qui all'eternità
- Lydia Simoneschi in Un re per quattro regine
- Clelia Bernacchi in Sono un agente F.B.I.
- Stefanella Marrama in Zorro (ridoppiaggio)